# Raoul Heide
Raoul Louis Heide (ur. 13 października 1888 w Paryżu, zm. 21 lutego 1978 w Sartrouville) – norweski szermierz, złoty medalista mistrzostw świata.
Podczas mistrzostw świata w Ostendzie w 1922 roku (oficjalnie zawody tego cyklu rozgrywane są pod tą nazwą dopiero od 1937) wywalczył złoty medal w szpadzie indywidualnej, wyprzedzając Francuzów: Roberta Liottela i Gastona Cornereau.
Na rozgrywanych w 1924 roku igrzyskach olimpijskich w Paryżu odpadł w półfinałach szpady indywidualnej. W zawodach drużynowych Norwegowie odpadli w pierwszej rundzie. Brał też udział w igrzyskach olimpijskich w Amsterdamie w 1928 roku, gdzie indywidualnie odpadł w pierwszej rundzie, a w drużynie dotarł do ćwierćfinałów.